# Structure de décomposition du produit
Pour les articles homonymes, voir organigramme.
La structure de décomposition du produit (SDP), ou organigramme technique de produit (OTP), ou encore product breakdown structure (PBS) (en anglais) est en gestion de projet la décomposition hiérarchique des produits à réaliser lors d'un projet.  Cette décomposition fournit une liste exhaustive et hiérarchisée (sous forme d’organigramme en arbre) du produit final et des produits intermédiaires qui le composent.  

## Utilisation
Cet outil est utilisé pour la technique de planification de projets basée sur les produits (ou livrables). Il sert à identifier les dépendances entre les produits intermédiaires et les produits finaux et à déterminer l'ordonnancement des tâches nécessaires à leur réalisation.  Il peut ainsi être utilisé pour établir un organigramme des tâches du projet avec lequel il ne doit pas être confondu,.  Le SDP indique également quels produits sont externes au projet. Il peut aussi présenter des étapes de finitions intermédiaires d'un même produit.  
La structure de décomposition du produit est utilisé en particulier par la méthode PRINCE2, qui l'associe à la réalisation de diagramme de flux de produits, et à la documentation de fiches descriptives pour chaque produit.